# Wolfgang Wechsler

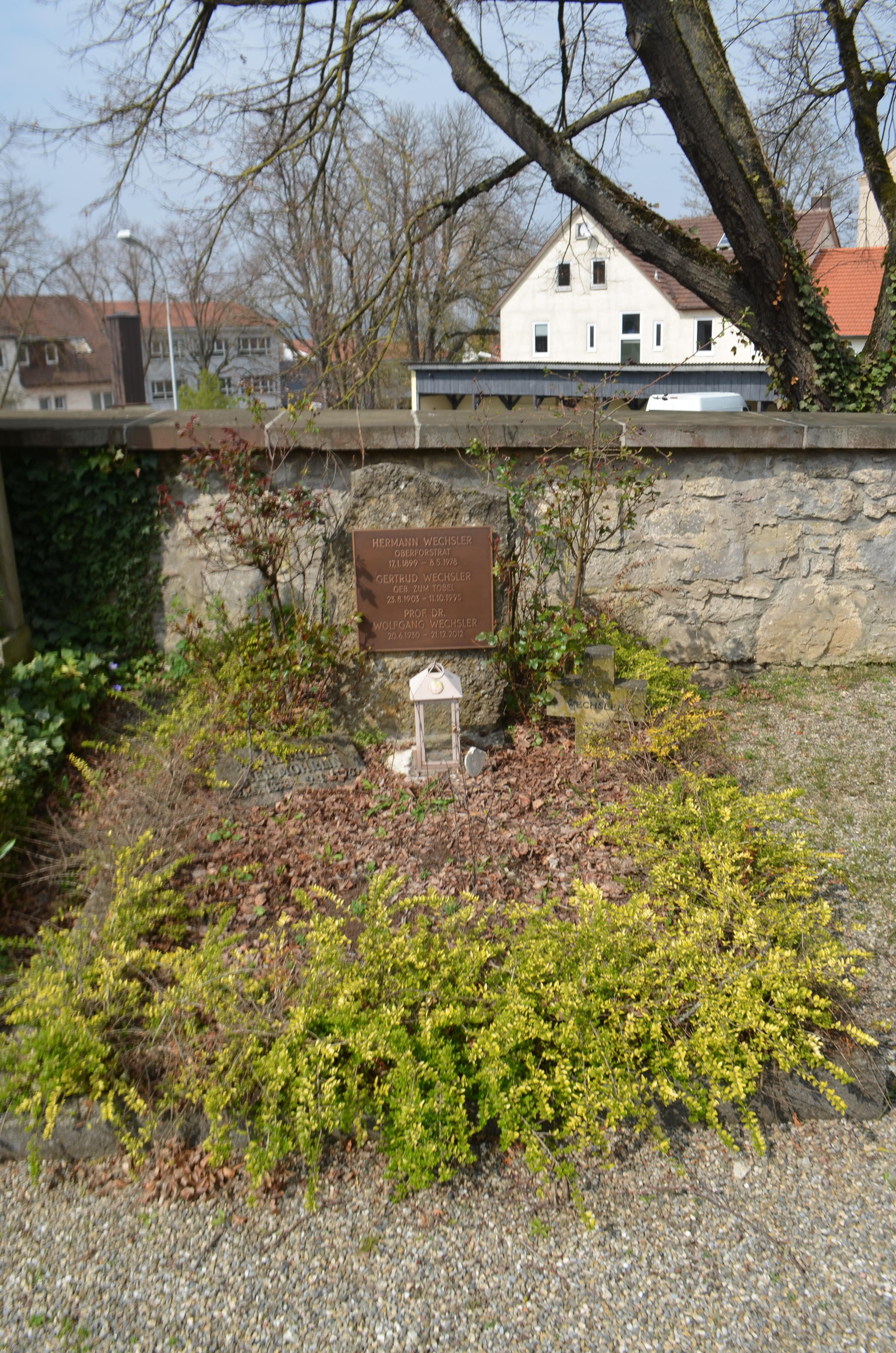
Grab von Wolfgang Wechsler

Wolfgang Wechsler (* 20. Juni 1930 in Ulm; † 21. Dezember 2012 in Tübingen) war ein deutscher Neuropathologe.

## Leben
Wechsler studierte zunächst Forstwissenschaft an der Albert-Ludwigs-Universität und wurde 1952 im Corps Hubertia Freiburg aktiv. Er wechselte noch in Freiburg im Breisgau zur Medizin und ging dann an die Rheinische Friedrich-Wilhelms-Universität. Dort schloss er sich 1954 auch dem Corps Hansea Bonn an. Als Inaktiver wechselte er an die Christian-Albrechts-Universität zu Kiel und die Ludwig-Maximilians-Universität München. Die klinische Ausbildung begann er im Max-Planck-Institut für Psychiatrie. In München promovierte er 1958 zum Dr. med. Ab 1961 forschte er am Max-Planck-Institut für neurologische Forschung. 1966 habilitierte er sich an der Universität zu Köln für Experimentelle Neuroanatomie und Neuropathologie. 1971 wurde er in Köln zum apl. Professor ernannt. Nach Forschungsaufenthalten in den Vereinigten Staaten lehnte er mehrere Rufe auf renommierte Lehrstühle ab, u. a. an die Washington University in St. Louis und an das UCL Institute of Neurology in London. 1977 folgte er dem Ruf der Heinrich-Heine-Universität Düsseldorf als Ordinarius und Gründungsdirektor des Instituts für Neuropathologie im Universitätsklinikum Düsseldorf. Nach 21 Dienstjahren wurde er 1998 emeritiert.  
1974/75 und 1990/91 war Wechsler Vorsitzender der Deutschen Gesellschaft für Neuropathologie und Neuroanatomie.
Er ist auf dem Alten Friedhof in Bad Mergentheim begraben.